# Habenaria radiata
Pecteilis radiata (syn. Habenaria radiata) là một loài lan đặc hữu to Trung Quốc, Nhật Bản, Korea và Nga. It is thường được biết đến với tên the White Egret Flower.

## Hình ảnh

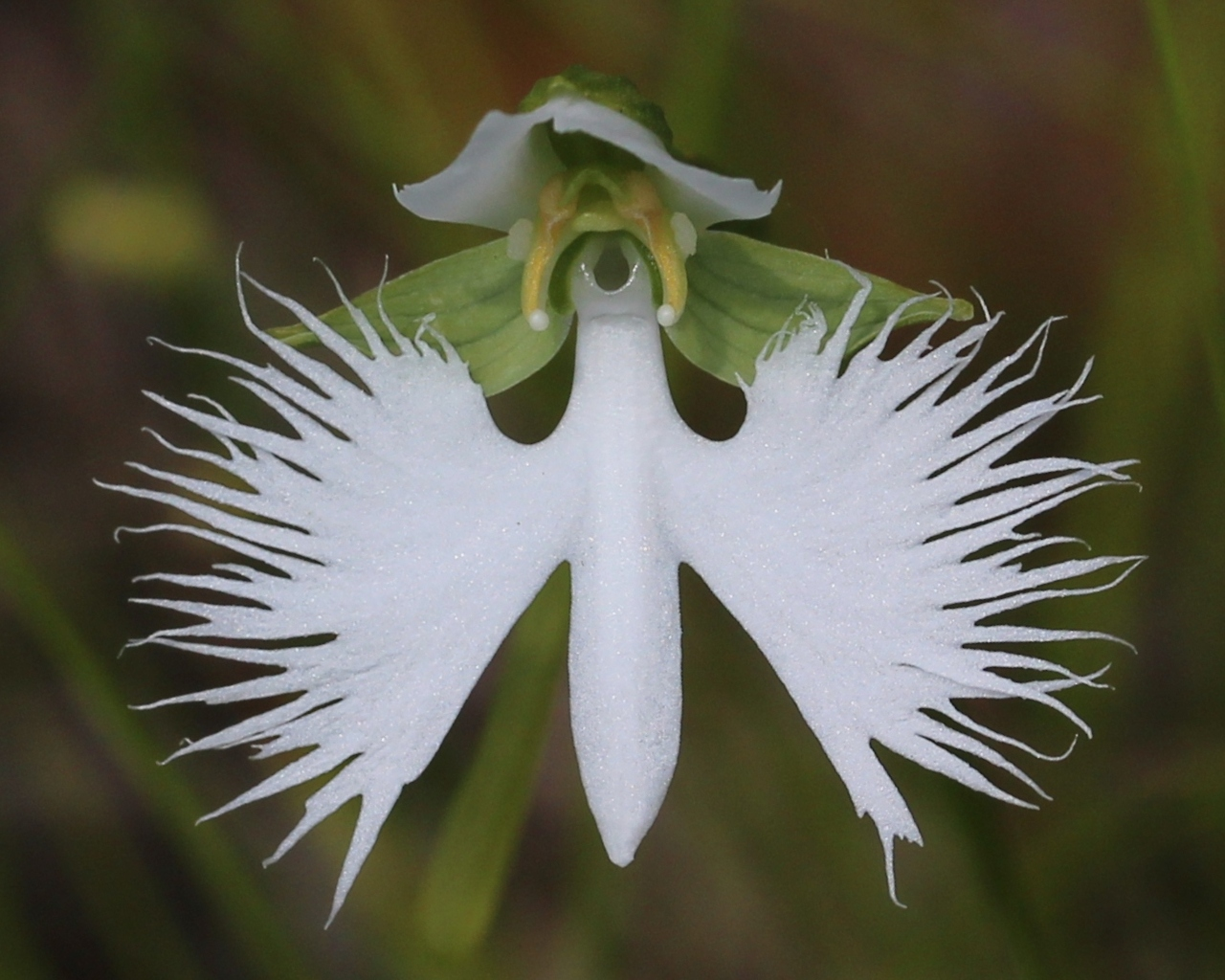
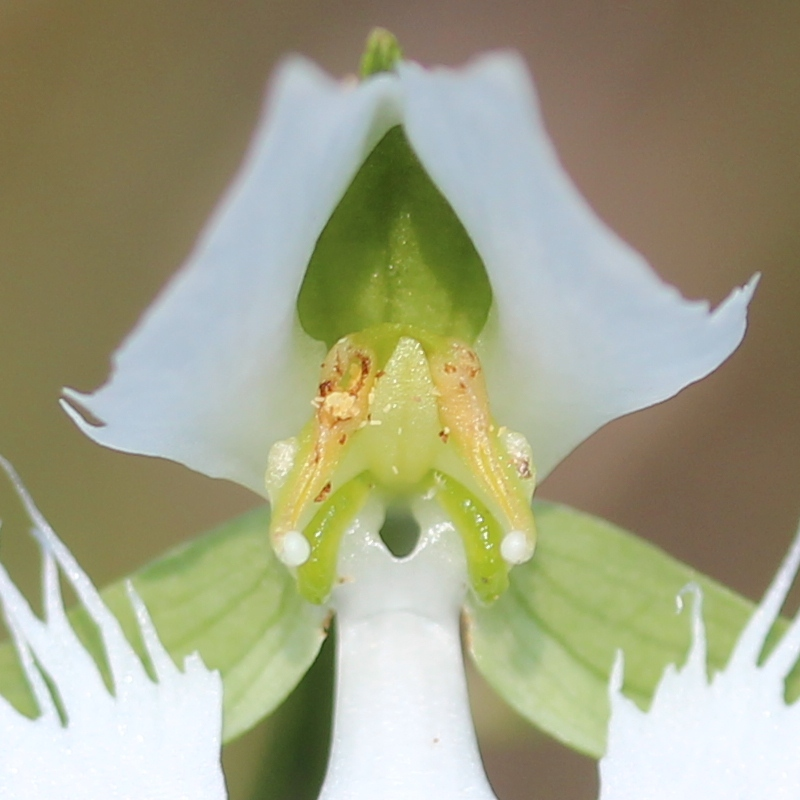
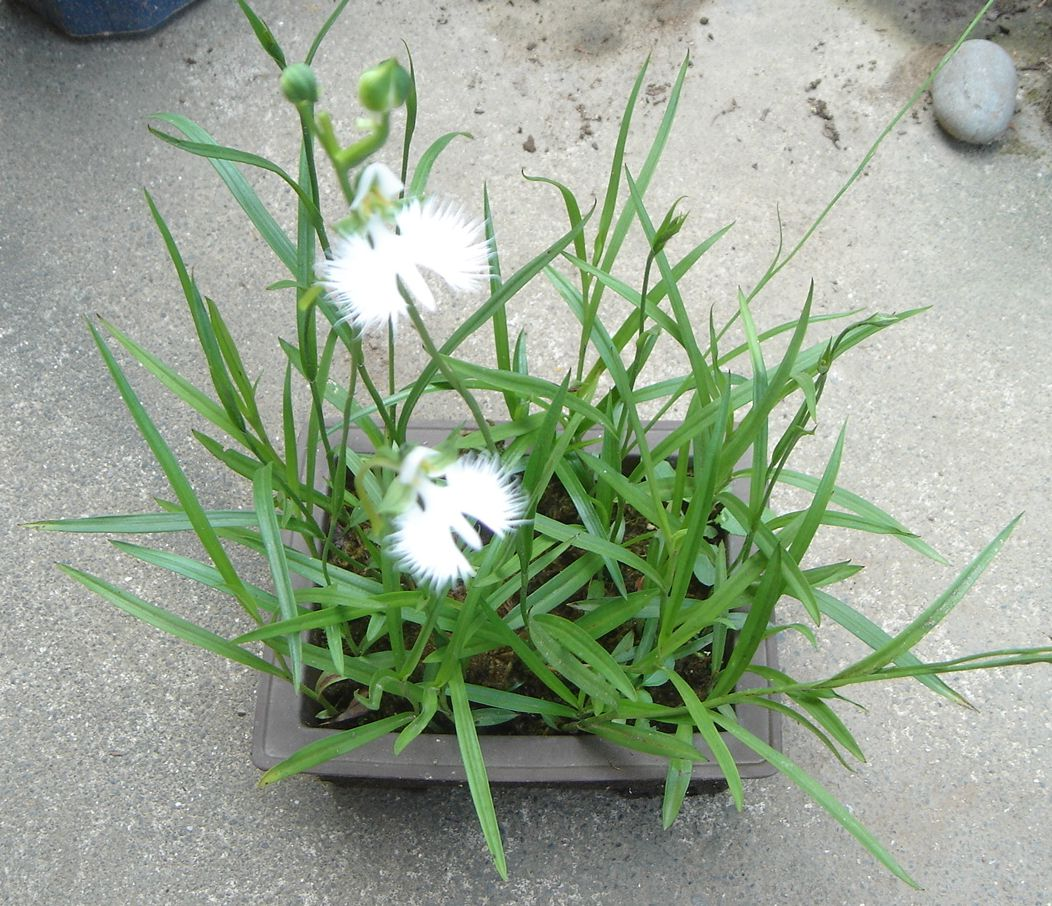
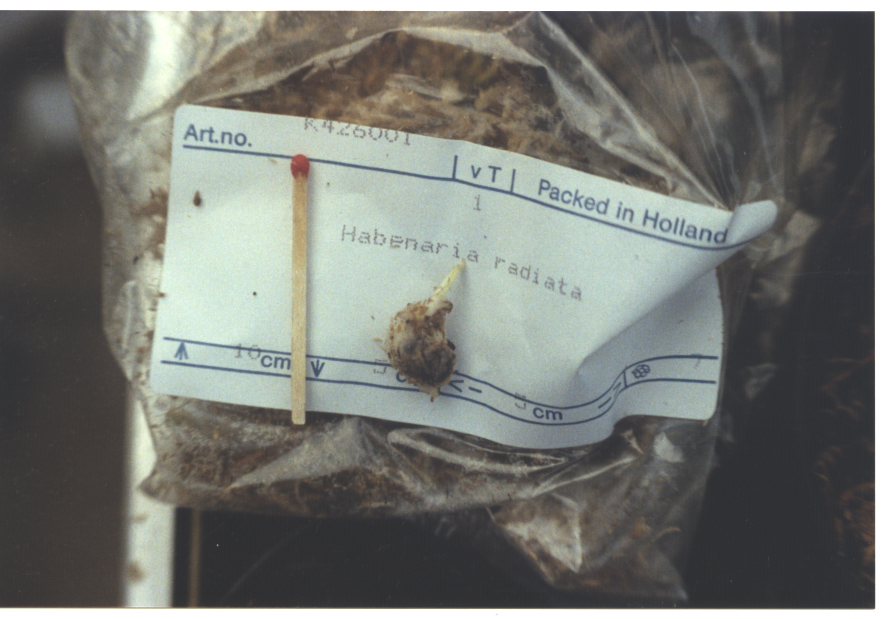